# Ледено доба (филм)
Ледено доба (енгл. Ice Age) амерички је рачунарски-анимирани авантуристичко-хумористички филм из 2002. године, продукцијске куће Blue Sky Studios-а (у свом филмском дебију) и дистрибутера 20th Century Fox-а.  Филм је режирао Крис Веџ (у свом редитељском дебију), по сценарију Мајкла Берга, Мајкла Вилсона и Питера Акермана. док гласове позајмљују Реј Романо, Џон Легвизамо, Денис Лири, Горан Вишњић и Џек Блек. Радња филма смештена у дане леденог доба, усредсређена је на три главна лика — Менија (Романо), суморног рунастог мамута; Сида (Легвизамо), бучног лењивца; и Дијега (Лири), сардоничног сабљастог тигра — који наилазе на људску бебу и раде заједно како би је вратили њеном племену. Поред тога, филм повремено прати Скрата, нему „сабљасту веверицу” којој глас позајмљује Веџ, која непрестано тражи место у земљи да закопа свој жир.
Ледено доба је првобитно замишљено као 2D анимирани филм који је развио Fox Animation Studios, али је на крају постао први дугометражни анимирани филм новореформисаног Blue Sky-а, који је преобликован из VFX куће у студио за рачунарску анимацију. Фокус се померио са снимања акционо-авантуристичког драмског филма на филм који је више оријентисан на комедију, а неколико сценариста, као што су Берг и Акерман, су ангажовани да изнесу духовитији тон.
Филм је објављен у Сједињеним Америчким Државама 15. марта 2002, а у Србији 30. јануара 2003. године. Добио је углавном позитивне критике критичара и номинован је за најбољи анимирани филм на 75. додели Оскара. Остварио је успех на биоскопским благајнама и зарадио преко 383,2 милиона долара, што га је учинило осмим филмом са највећом зарадом 2002. и анимирани филм са највећом зарадом 2002. године. Започело је франшизу Ледено доба, након чега су уследила четири наставка: Ледено доба 2: Отапање из 2006, Ледено доба 3: Диносауруси долазе из 2009, Ледено доба 4: Померање континената из 2012. и Ледено доба: Велики удар из 2016. године. Објављена су и два празнична специјала: Ледено доба: Мамутски Божић (који се одвија између филмова Диносауруси долазе и Померање континента) из 2011. и Ледено доба: Велика потрага за јајима (који се одвија између филмова Померање континента и Велики удар) из 2016. године. Такође је објављено седам кратких филмова између 2002. и 2016. године.

## Радња
Скрат, сабљозуба веверица, покушава да пронађе место за чување свог жира током зиме. На крају, док покушава да га забоде у земљу, он нехотице изазива стварање велике пукотине у леду која се протеже миљама пре него што одлети од ледника који га скоро згњечи. Једва је побегао, али га је згазило крдо праисторијских животиња које мигрирају на југ како би побегле од предстојећег леденог доба. Сида, неспретног лењивца, оставила је његова породица и одлучује да сам настави даље, али га нападају две животиње након што им случајно поквари оброк и наљути их. Сида убрзо спасава Мени, цинични рунасти мамут који иде на север, док се бори против носорога и наставља својим путем. Сид се придружује Менију, не желећи да буде сам и незаштићен. Менија нервира Сидово понашање и жели сам да мигрира, али Сид ипак наставља да га прати. У међувремену, Сото, вођа смилодонског чопора, жели да се освети људском племену које је претходно убило половину његовог чопора, тако што ће појести поглавичиног сина, Рошана. Сото предводи напад на људски логор, током којег Рошанова мајка бежи са сином. Сатерана у ћошак Сотовим поручником Дијегом она скаче низ водопад са Рошаном. Као казну за то што није успео да врати дечака, Дијего је послат да га пронађе и врати, док га остатак чопора чека на планини. Ако не успе, биће убијен уместо Рошана.
Касније, Сид и Мени сусрећу дететову мајку која излази из реке, исцрпљена од понирања. Мајка има довољно снаге да повери Рошана Менију пре него што умре и нестане у води. После дугог Сидовог убеђивања, одлучују да врате бебу, али када стигну до људског насеља, затекну га пустим. Они се састају са Дијегом, који убеђује пар да му допусти да помогне праћењем људи. Њих четворица путују даље, а Дијего их тајно води до планине где његов чопор чека да им направе заседу.
Након што на свом путу наиђе на неколико незгода, група стиже до пећине са неколико пећинских слика. Тамо Сид и Дијего сазнају о Менијевој прошлости и његовим претходним интеракцијама са ловцима на људе, који су поклали његову породицу, која се састојала од његовог партнера и детета, остављајући Менија депресивног и усамљеног. Касније група скоро стиже до планине, а тамо наилази на формирану реку лаве. Мени и Сид, заједно са Рошаном, прелазе безбедно, али Дијего виси на литици, након чега пада у лаву. Мени га спасава, за длаку пропустивши сигурну смрт тако што је сам могао пасти у лаву. Крдо прави паузу током ноћ, а Рошан прави прве кораке ка Дијегу, који почиње да мења мишљење о својој мисији.
Следећег дана крдо се приближава заседи, због чега Дијего, сада пун поштовања према Менију јер му је спасао живот, промени мишљење и призна Манију и Сиду за заседу. Док се пар окреће против њега због лажи, Дијего моли за њихово поверење и покушава да осујети напад. Крдо се бори са Сотовим чопором, али упркос њиховим напорима, Сото и његови сарадници успевају да сатерају Менија у ћошак. Док се Сото приближава Менију, Дијего му скаче на путу и бива повређен. Мени затим удара Сота о зид од камена, узрокујући да неколико оштрих леденица изнад главе падне на Сота, смртоносно га набивши на колац. Ужаснути, остатак чопора се повлачи. Мени и Сид жале због Дијегове повреде, за коју верују да је фатална и настављају пут без њега. Њих двојица успевају да успешно врате Рошана у његово племе и на њихово изненађење, Дијего успева да им се придружи на време да види Рошана како одлази. Група тада почиње да одлази у топлију климу.
Двадесет хиљада година касније, Скрат, смрзнут у блоку леда, завршава на обали тропског острва. Како се лед полако топи, жир који је такође био замрзнут у истом блоку леда се испере пре него што га он узме. Бесан, Скрат избија из леденог блока пре него што пронађе кокос и покуша да га забије у земљу, чиме случајно изазива вулканску ерупцију. Филм се завршава тако што се Скрат нервозно смеје због онога што се догодило.

## Улоге
| Улога   | Изворни глас   |
| ------- | -------------- |
| Мени    | Реј Романо     |
| Дијего  | Денис Лири     |
| Сид     | Џон Легвизамо  |
| Скрат   | Крис Веџ       |
| Сото    | Горан Вишњић   |
| Зик     | Џек Блек       |
| Оскар   | Дидрих Бејдер  |
| Лени    | Алан Тјудик    |
| Карл    |                |
| Френк   | Стивен Рут     |
| Рејчел  | Џејн Краковски |
| Џенифер | Лори Багли     |
| Рошан   | Тара Стронг    |